# Museo de Arte de la Universidad de Princeton

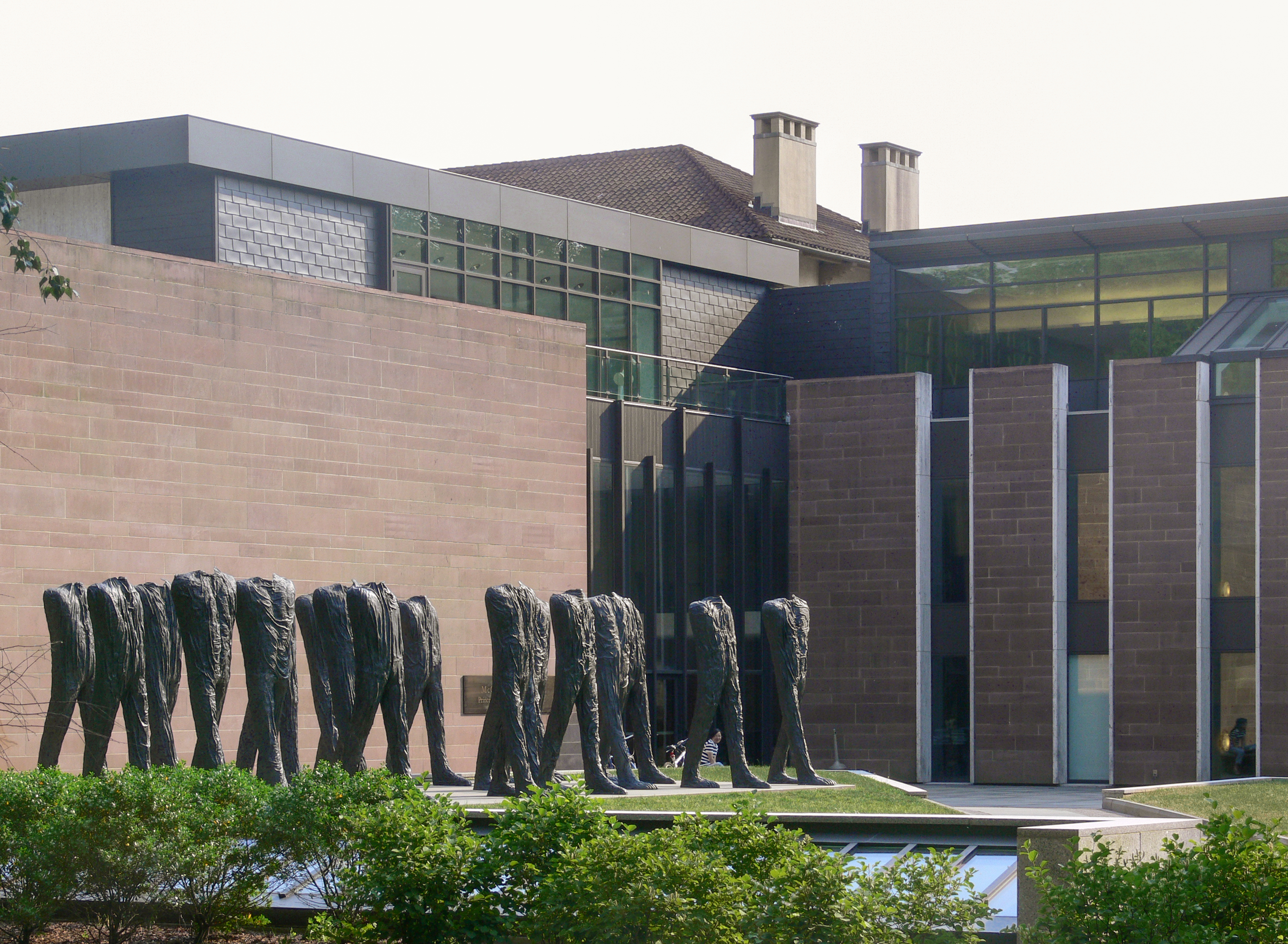
Vista del museo

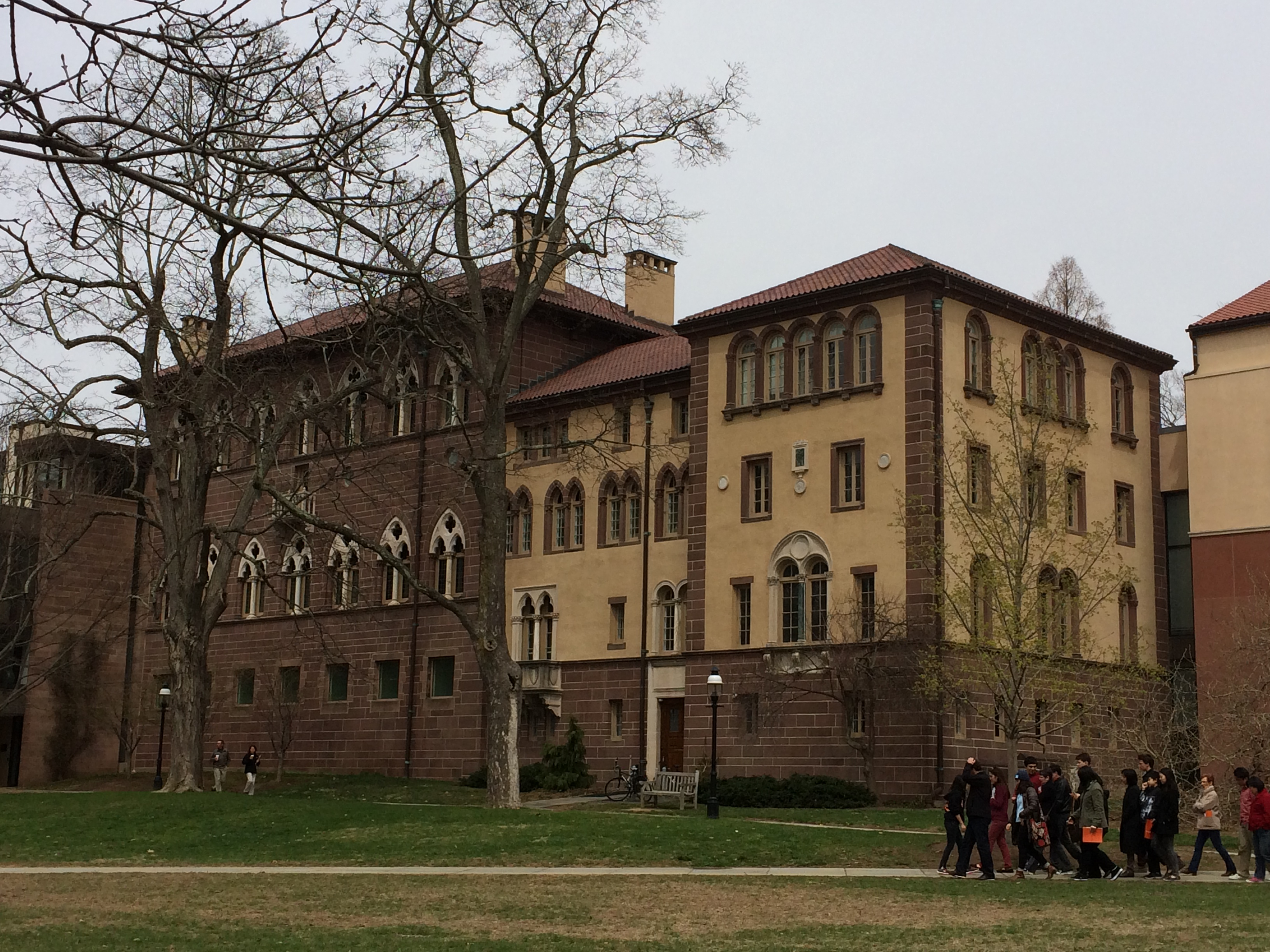
Los edificios originales

El Museo de Arte de la Universidad de Princeton (en inglés Princeton University Art Museum) es una galería de arte situada en la Universidad de Princeton, Nueva Jersey. Fundado en 1882, el museo posee 92.000 obras de arte. 
Exhibe numerosas pinturas, esculturas y arqueología. De historia ya centenaria, este museo cuenta con pinturas de Fra Angelico, Hendrick Goltzius, Pietro da Cortona, François Boucher, Chardin, Angelika Kauffmann,
Goya (una de sus raras acuarelas sobre marfil), Monet, Gauguin, Warhol y muchos otros artistas preeminentes. 
Cuenta también con abundantes grabados y dibujos, arte africano, porcelanas... Una de sus piezas más singulares es el taco grabado original de la xilografía La Sagrada Familia con tres liebres de Durero. 
El museo es también famoso por su amplia colección de arte asiático, que incluye pintura china y esculturas de bronce.